# Himitsu
Himitsu (秘密? lett. "Segreto") è un dorama stagionale autunnale in 9 puntate prodotto da TV Asahi e mandato in onda nel 2010. Basato sul romanzo omonimo del 1998 dello scrittore di spy-story Keigo Higashino, racconta la storia del passaggio dell'anima di una madre nel corpo della figlia, con tutte le conseguenze che ciò viene a comportare.
Ne era già stata tratta una pellicola cinematografica nel 1999.

## Trama
Heisuke è marito e padre rispettivamente di Naoko e Monami. La loro vita scorre apparentemente entro un flusso di perfetta e normalissima serenità: una comunissima famiglia con comuni problemi ed altrettanto comunissime gioie. Questo almeno fino al momento in cui le due, durante un viaggio in pullman, rimangono coinvolte in un terribile incidente stradale causato da un improvviso colpo di sonno dell'autista. Una negligenza imperdonabile e foriera di tragiche conseguenze.
In ospedale, la donna ferita gravemente chiede con disperazione al marito cosa ne è stata della figlia: appena saputo che la ragazza se la caverà, muore. Questo dopo aver fatto avvicinare le loro barelle ed aver stretto con forza la mano della figlia. Nel momento in cui la madre spira, la ragazza riapre gli occhi.
Heisuke, scosso in maniera così imprevedibile e traumatica da una tal tragedia e travolto letteralmente dal dolore non sembra proprio capace di darsi pace; ma ecco che appena la figlia si sveglia dal coma questa, senza esitazione alcuna e perfettamente consapevole, afferma davanti agli occhi sbigottiti di Heisuke di essere Naoko. Cosa è accaduto? La propria anima sembra davvero essersi trasferita nel corpo della figlia, prendendone così stabile possesso. Decidono di mantenere la cosa gelosamente segreta a tutti i conoscenti, gli amici e i parenti.
Per Heisuke inizierà allora una nuova e stranissima esistenza: si troverà difatti a convivere con quella che è per lui ancora a tutti gli effetti sua moglie, Naoko, avendo però davanti agli occhi il corpo della figlia; corpo posseduto dalla coscienza della donna. Mentre la "nuova" Monami quasi subito e con molta facilità inizia ad adattarsi a questa situazione, entrando sempre più nella parte della ragazza e cominciando a vivere felicemente la sua vita e realtà di studentessa adolescente, Heisuke si trova invece a dover affrontare i primi scrupoli di coscienza e dubbi morali: quella che "è" sua moglie ora si trova costretto dalle circostanze a vederla come propria figlia.
L'uomo non è mai riuscito ad accettare lo stato delle cose così come si è venuto a creare, continua a chiamare col nome della moglie la "nuova" Monami (lasciando alquanto perplessi coloro che lo ascoltano), ed arrivando al punto di provare a dormire insieme a lei. Intanto, dopo essersi trasferita nella cameretta che era della figlia, la "nuova" Monami si mette a frequentar gli amici di scuola, venendo a conoscenza a sua volta di alcuni fatti tenuti sempre celati dalla "loro bambina" ai genitori, tra cui un fidanzato segreto (che, come viene a sapere, l'aveva già fotografata nuda) e gli autentici sentimenti che provava nei confronti della madre.
Si mette a studiare di buona lena, continuando ad occuparsi delle faccende domestiche da perfetta padrona di casa; sceglierà, al termine delle superiori di studiare medicina.
Vari problemi, com'è facile immaginarsi, sorgeranno presto all'orizzonte, con Naoko nel corpo di Monami che deve tornar a frequentar l'ambiente scolastico (con un'impennata nei risultati di studio, risultando essere la "nuova" Monami molto più brava nei compiti in classe e negli esami mensili; v'è poi una vicina di casa ficcanaso e pettegola sempre molto interessata agli affari altrui; il medico amico di gioventù di Heisuke ed ex spasimante di Naoko; lo stesso Heisuke che non sa più bene che tipo di rapporto intrattenere con la Naoko finita nel corpo adolescente di Monami.
Ad un certo punto, geloso, installerà un microfono nella stanza della "nuova" Monami per spiarne le conversazioni al telefono. Nel frattempo lei dovrà aiutare un'amica in una grande questione esistenziale, la compagna è difatti rimasta incinta di uno studente universitario.
Vi è poi il ragazzo compagno di scuola ed ex fidanzato di Monami il quale, dalla "nuova" Monami cortesemente rifiutato, deciderà di andar a studiare in America lasciandola in tal modo libera; infine la relazione d'amicizia che Heisuke inizia ad intrattenere con la vedova dell'autista del pullman responsabile del tragico incidente (in cui ha perduto la vita il corpo della moglie e l'anima della figlia). Vi sono dei sospetti che sorgono sulla vera causa dell'incidente ed Heisuke si mette ad indagare.
L'autista passava da molto tempo dei soldi ad una donna misteriosa che si rivelerà essere la sorella di una sua vecchia fiamma; questi soldi sono serviti per pagare gli studi ad un ragazzo che pare essere il figlio dell'autista. Heisuke, dopo averlo conosciuto lo aiuta a far carriera nella sua stessa società dove lavora come manager; pochissimo tempo dopo sembra che l'anima della vera Monami torni temporaneamente ad abitare il suo corpo: le due coscienze, quella della madre e quella della figlia, si trovano così a convivere felicemente nello stesso corpo.
Ciò dona una nuova serenità e pace all'animo tormentato di Heisuke; fino a che, nel luogo ove Heisuke e Naoko si era dichiarati la prima volta, lei lo informa che ha deciso di abbandonare il corpo della figlia, lasciandone di nuovo interamente il possesso alla vera Monami.
Heisuke si è rassegnato, passano otto anni e lo troviamo impegnato nei preparativi matrimoniali di Monami (che si è laureata in medicina), la quale si sta per sposare col figlio dell'autista: immediatamente prima della cerimonia però ad Heisuke sorge un terribile sospetto, cioè che forse Monami non è mai veramente tornata nel suo corpo e che tutto sia stato in realtà solo un inganno di Naoko stabilmente insediata nel corpo della figlia.
Forse la coscienza di Naoko ha fatto tutto ciò per liberarsi definitivamente dal sentimento possessivo di quello che era suo marito: ma anche se ciò fosse vero, Heisuke oramai non può più farci nulla. Quella che è la "vera verità" rimarrà sempre in dubbio, un segreto affidato al destino: mentre Heisuke accompagna Monami all'altare per "passarla" al futuro marito si toglie finalmente l'anello matrimoniale dall'anulare, cosa che fino ad allora non aveva mai voluto fare.

## Cast

### Protagonisti
- Mirai Shida - Monami Sugita, 16 anni, figlia di Heisuke e Naoko. Il suo corpo è miracolosamente sopravvissuto all'impatto essendo stato protetto dalla madre.
- Kuranosuke Sasaki - Heisuke Sugita (Hei-chan). Ingegnere che lavora nel settore di produzione di ricambi per automobili d'una grande azienda.
- Hikari Ishida - Naoko Sugita, 38 anni. Madre di Monami e moglie di Heisuke.
- Yuika Motokariya - Taeko Hashomoto, insegnante di Monami.
- Ryō Ryūsei - Soma Haruki, ex fidanzato di Monami, appartiene al club scolastico del tennis.
- Tantan Hayashi - Yurie Kawabe, compagna di scuola ed amica di Monami, da sempre innamorata di Soma. Rimasta incinta chiederà aiuto a Monami.
- Satoshi Hashimoto - Yotaro Kosaka, medico di famiglia e amico di vecchia data di Heisuke.
- Shoko Ikezu - Kazuko Yoshimoto, vicina di casa impicciona.
- Takeshi Masu - Kazuo Fujisaki, padre disperato e bramoso di vendetta, ha perduto due figlie nell'incidente.
- Mitsuru Fukikoshi - Yukihiro Kajikawa, l'autista del pullman deceduto nell'incidente.
- Keiko Horiuchi - Masako Kajikawa, vedova dell'autista.
- Nanami Hinata - Itsumi Kajikawa, figlia di Masako adottata da Yukihiro.
- Kei Tanaka - Fumija Negishi, si rivelerà essere il "figlio" dell'autista abbandonato dal padre quand'era ancora piccolo. Studente di college al momento dell'incidente, ha sempre provato un profondo rancore nei confronti dell'uomo che considerava suo padre, dal giorno in cui se ne andò lasciandolo solo con la madre prima, con la zia poi.

### Star ospiti
- Sabu Kawahara - padre di Naoko (epi 1,4)
- Nozomi Muraoka - sorella di  Naoko (epi 1,4)
- Hiromi Nakata - collega di lavoro di Heisuke (epi 3,5)
- Hirota Otsuka - collega di lavoro di Heisuke (epi 3,5)
- Kazushige Komatsu - marito della sorella di Naoko (epi 4)
- Daisuke Yamazaki (epi 5)
- Ayano Tachibana - commesso di negozio (epi 5)
- Yonetsugu Moriyama - (epi 5)
- Ryu Tengenji - (epi 5)
- Kuhio Ogami - (epi 5)
- Kuruo Hiyodori - (epi 5)
- Rina Terakawa - (epi 5)
- Misako Matsumoto - (epi 5)
- Miyako Aoki - (epi 5)
- Yurie Baba - (epi 5)
- Aoi Ageha - (epi 5)
- Yuri Mizukawa - (epi 5)
- Monica Suwai - (epi 5)
- Hirota Otsuka - ep.5
- Morio Agata - ep.6
- Hiroshi Okochi - ep.6
- Mayumi Asaka - ep.6,8
- Mickey Curtis - ep.6,9
- Mihiro - ep.7
- Hiroya Matsumoto - ep.7
- Tenten Kojima - ep.8

## Episodi
| Nº | Titolo italiano (Traduzione letterale) Giapponese 「Kanji」 - Rōmaji | In onda          | In onda |
| Nº | Titolo italiano (Traduzione letterale) Giapponese 「Kanji」 - Rōmaji | Giapponese       |         |
| 1  | Il famoso best seller di Keigo Higashino! La moglie che ha il cuore di una trentottenne, ma il corpo di una sedicenne. 「東野圭吾!! 伝説のベストセラー心は38歳、体は16歳の妻」 - Keigo Higashino!! Densetsu no besutosera kokoroha 38 toshi, karada ha 16 toshi no tsuma | 15 ottobre 2010  |         |
| 2  | Questa notte dormirò con mia moglie di 16 anni! 「今夜16才の妻を抱く!!」 - Konya 16 sai no tsuma wo daku!! | 22 ottobre 2010  |         |
| 3  | Mia moglie sedicenne alla riunione! 「16才の妻、同窓会へ!!」 - 16 sai no tsuma, dōsōkai he!! | 29 ottobre 2010  |         |
| 4  | Il giorno che i ricordi svaniscono! 「私の記憶が消える日!!」 - Watashi no kioku ga kie ru nichi!! | 5 novembre 2010  |         |
| 5  | Gravidanza! 「妊娠!!」 - Ninshin!! | 12 novembre 2010 |         |
| 6  | L'inizio di un amore imperdonabile 「許されない恋の始まり」 - Yurusa renai koi no hajimari | 19 novembre 2010 |         |
| 7  | Il ragazzo di mia moglie 「妻の恋人」 - Tsuma no koibito | 26 novembre 2010 |         |
| 8  | Capitolo finale. In partenza con mia moglie per l'eternità... 「最終章〜妻との永遠の別れ…」 - Saishūshō ~ tsuma tono eien no wakare... | 3 dicembre 2010  |         |
| 9  | Il fato porta di nuovo mia moglie lontano da me... e il finale sorprendente! 「運命は妻を二度奪う…そして驚愕最終回!!」 - Unmei ha tsuma wo nido ubau... soshite kyōgaku saishūkai!!                                                                                      | 10 dicembre 2010 |         |